# Finnischer Fußballpokal 1978
Der Finnische Fußballpokal 1978 (finnisch Suomen Cup 1978) war die 24. Austragung des finnischen Pokalwettbewerbs. Er wurde vom finnischen Fußballverband ausgetragen. In diesem Jahr wurde der Pokalsieger in Hin- und Rückspiel ermittelt und fand erstmals außerhalb von Helsinki statt. 
Pokalsieger wurde Lahden Reipas. Das Team setzte sich in den Finalspielen gegen Kuopion Pallotoverit mit 3:1 und 1:1 durch und qualifizierte sich damit für den Europapokal der Pokalsieger. Titelverteidiger Haka Valkeakoski war im Viertelfinale gegen FC Kiffen 08 Helsinki ausgeschieden.
Außer dem Finale wurden alle Begegnungen in einem Spiel ausgetragen. Bis einschließlich Viertelfinale wurde bei unentschiedenem Ausgang das Spiel um zweimal 15 Minuten verlängert. Stand danach kein Sieger fest, folgte ein Elfmeterschießen. Ab dem Halbfinale wurde dagegen das Spiel auf des Gegners Platz wiederholt. Bis zur 2. Runde hatten unterklassige Teams Heimrecht.

## Teilnehmende Teams
Für die erste Hauptrunde waren 24 Vereine der ersten und zweiten Liga direkt qualifiziert. Dazu kamen 40 Mannschaften ab der dritten Liga abwärts, die nach drei Qualifikationsrunden startberechtigt waren.
| Veikkausliiga (12) | I divisioona (12) | II divisioona (21) | II divisioona (21) |
| --- | --- | --- | --- |
| - Haka Valkeakoski - HJK Helsinki - FC Kiffen 08 Helsinki - Kokkolan Palloveikot - Kuopion Pallotoverit - Kuopion PS - Lahden Reipas - Mikkelin Pallo-Kissat - Turku PS - Turun Pyrkivä - Oulun Palloseura - Oulun Työväen Palloilijat | - Gamlakarleby BK - Grankulla IFK - Ilves Tampere - Kokkolan PS - Kotkan Työväen Palloilijat - Kuusysi Lahti - IFK Mariehamn - Mikkelin Palloilijat - Myllykosken Pallo -47 - Oulun Luistinseura - Sepsi-78 Seinäjoki - Vaasan PS | - FinnPa Helsinki - FC Honka Espoo - PK-37 Iisalmi - Jakobstads BK - FF Jaro - Jämsänkosken Ilves - Järvenpään PS - Jyväskylän Palloilijat - Kajaanin Palloilijat - Kemin Palloseura - Kuopion Pallo-48 | - Lahden Palloseura - Lappeenrannan Pallo - Loviisan Tor - Musan Salama - IF Kraft Närpes - Rauman Pallo - Rovaniemi PS - Rovaniemen Reipas - Seinäjoen Sisu - Turun Toverit |
| III divisioona (12) | III divisioona (12) | IV divisioona (6) | Bezirksliga Satakunta (1) |
| - Ekenäs IF - IF Gnistan - Härmeenlinnan Härmä - Huopalahden Hurjat - Ilves-Pallo Tampere - Karelian Pallo | - Naantalin VG-62 - Nokian Pyry JK - Pargas IF - Pohjois-Haagan Urheilijat - Porvoon Akilles - Suonenjoen Pallo -52 | - Helsingin Kullervo - Malax IF - Orimattilan Pedot - Östernäs IFK - Oulun Pallo-Pojat - Simpeleen Urheilijat                                                                                           | - Rauman Reima |

## 1. Runde
|                        | Ergebnis              |                            |
| ---------------------- | --------------------- | -------------------------- |
| Kemin Palloseura       | 5:4                   | Oulun Luistinseura         |
| Rovaniemi PS           | 0:4                   | Rovaniemen Reipas          |
| Jämsänkosken Ilves     | 2:1                   | Ilves Tampere              |
| Suonenjoen Pallo -52   | 1:8                   | Kuopion Pallotoverit       |
| Seinäjoen Sisu         | 2:0                   | Vaasan PS                  |
| FF Jaro                | 0:1                   | Kokkolan Palloveikot       |
| Härmeenlinnan Härmä    | 0:3                   | FC Honka Espoo             |
| Loviisan Tor           | 0:6                   | HJK Helsinki               |
| Lappeenrannan Pallo    | 6:0                   | Myllykosken Pallo -47      |
| Porvoon Akilles        | 1:2                   | Kotkan Työväen Palloilijat |
| Helsingin Kullervo     | 3:2                   | Pohjois-Haagan Urheilijat  |
| Järvenpään PS          | 1:5                   | FC Kiffen 08 Helsinki      |
| Lahden Palloseura      | 0:4                   | Kuusysi Lahti              |
| Rauman Reima           | 01:18                 | Haka Valkeakoski           |
| Östernäs IFK           | 0:3                   | Pargas IF                  |
| Naantalin VG-62        | 0:3                   | Turun Pyrkivä              |
| Karelian Pallo         | 3:1                   | Kuopion Pallo-48           |
| PK-37 Iisalmi          | 1:4                   | Kuopion PS                 |
| Ilves-Pallo Tampere    | 1:3                   | Rauman Pallo               |
| Malax IF               | 1:2                   | Sepsi-78 Seinäjoki         |
| Kajaanin Palloilijat   | 1:0                   | Oulun Palloseura           |
| Oulun Pallo-Pojat      | 1:5                   | Oulun Työväen Palloilijat  |
| Simpeleen Urheilijat   | 2:6                   | Mikkelin Palloilijat       |
| Jyväskylän Palloilijat | 2:2 n. V. (5:6 i. E.) | Mikkelin Pallo-Kissat      |
| Turun Toverit          | 6:1                   | IFK Mariehamn              |
| Musan Salama           | 1:4                   | Turku PS                   |
| Ekenäs IF              | 4:2                   | FinnPa Helsinki            |
| IF Gnistan             | 2:6                   | Grankulla IFK              |
| Orimattilan Pedot      | 0:0 n. V. (3:2 i. E.) | Huopalahden Hurjat         |
| Nokian Pyry JK         | 1:2                   | Lahden Reipas              |
| Jakobstads BK          | 2:2 n. V. (5:4 i. E.) | Gamlakarleby BK            |
| IF Kraft Närpes        | 2:3                   | Kokkolan PS                |

## 2. Runde
|                      | Ergebnis  |                            |
| -------------------- | --------- | -------------------------- |
| Kemin Palloseura     | 6:2       | Rovaniemen Reipas          |
| Jämsänkosken Ilves   | 0:3       | Kuopion Pallotoverit       |
| Seinäjoen Sisu       | 1:3       | Kokkolan Palloveikot       |
| FC Honka Espoo       | 1:2 n. V. | HJK Helsinki               |
| Lappeenrannan Pallo  | 2:5       | Kotkan Työväen Palloilijat |
| Helsingin Kullervo   | 0:1       | FC Kiffen 08 Helsinki      |
| Kuusysi Lahti        | 0:1       | Haka Valkeakoski           |
| Pargas IF            | 0:4       | Turun Pyrkivä              |
| Karelian Pallo       | 2:3       | Kuopion PS                 |
| Rauman Pallo         | 0:1       | Sepsi-78 Seinäjoki         |
| Kajaanin Palloilijat | 1:2 n. V. | Oulun Työväen Palloilijat  |
| Mikkelin Palloilijat | 0:1       | Mikkelin Pallo-Kissat      |
| Turun Toverit        | 1:8       | Turku PS                   |
| Ekenäs IF            | 0:2       | Grankulla IFK              |
| Orimattilan Pedot    | 0:5       | Lahden Reipas              |
| Jakobstads BK        | 1:2       | Kokkolan PS                |

## 3. Runde
|                            | Ergebnis  |                       |
| -------------------------- | --------- | --------------------- |
| Kemin Palloseura           | 2:5 n. V. | Kuopion Pallotoverit  |
| Kokkolan Palloveikot       | 1:2       | HJK Helsinki          |
| Kotkan Työväen Palloilijat | 1:2       | FC Kiffen 08 Helsinki |
| Haka Valkeakoski           | 3:0       | Turun Pyrkivä         |
| Kuopion PS                 | 3:1       | Sepsi-78 Seinäjoki    |
| Oulun Työväen Palloilijat  | 5:0       | Mikkelin Pallo-Kissat |
| Turku PS                   | 4:0       | Grankulla IFK         |
| Lahden Reipas              | 3:0 n. V. | Kokkolan PS           |

## Viertelfinale
|                       | Ergebnis |                           |
| --------------------- | -------- | ------------------------- |
| Kuopion Pallotoverit  | 4:1      | HJK Helsinki              |
| FC Kiffen 08 Helsinki | 1:0      | Haka Valkeakoski          |
| Kuopion PS            | 3:1      | Oulun Työväen Palloilijat |
| Turku PS              | 0:2      | Lahden Reipas             |

## Halbfinale
|                      | Ergebnis  |                       |
| -------------------- | --------- | --------------------- |
| Kuopion Pallotoverit | 2:1 n. V. | FC Kiffen 08 Helsinki |
| Kuopion PS           | 1:1 n. V. | Lahden Reipas         |

### Wiederholungsspiel
|               | Ergebnis |            |
| ------------- | -------- | ---------- |
| Lahden Reipas | 5:3      | Kuopion PS |

## Finale

### Hinspiel
| Paarung   | Kuopion Pallotoverit – Lahden Reipas                                                         |
| Ergebnis  | 1:3 (1:3)                                                                                    |
| Datum     | 8. Oktober 1978                                                                              |
| Stadion   | Väinölänniemen-Stadion, Kuopio                                                               |
| Zuschauer | 1.664                                                                                        |
| Tore      | 1:0 Jorma Pirinen (2.) 1:1 Heikki Lampi (8.) 1:2 Pekka Kanerva (18.) 1:3 Pekka Kanerva (23.) |

### Rückspiel
| Paarung       | Lahden Reipas – Kuopion Pallotoverit |
| Ergebnis      | 1:1 |
| Datum         | 15. Oktober 1978 |
| Stadion       | Radiomäen Urheilukenttä, Lahti |
| Zuschauer     | 1.731 |
| Tore          | 0:1 Hannu Tiilikainen (10.) 1:1 Risto Rautemaa (70.) |
| Lahden Reipas | Eingesetzte Spieler: Risto Penttilä – Erkki Vihtilä, Markku Repo, Pekka Kanerva, Harri Lindholm, Olavi Litmanen, Hannu Hämäläinen, Ari Tupasela, Heikki Lampi, Vesa Pääkkönen, Risto Rautemaa, Timo Kautonen, Mikko Kautonen, Seppo Nordman. |